# Kiyofumi Nagai
Kiyofumi Nagai (n. 18 mai 1983, Mino, Prefectura Gifu, Japonia) este un ciclist japonez, medaliat olimpic. A participat la o ediție a Jocurilor Olimpice (2008) în care a câștigat o medalie de bronz.

## Participări
Lista de mai jos prezintă principalele competiții la care a participat Kiyofumi Nagai de-a lungul carierei.
- cycling at the 2008 Summer Olympics – men's Keirin[*]